# Lithopréparation
La lithopréparation (du grec lithos qui veut dire « pierre ») est un métier de la géologie peu connu du public par sa rareté. Ce métier d'artisanat, qui consiste à réaliser des préparations de roches de 30 micromètres d'épaisseur collées sur lames de verres, est réalisé principalement au sein des universités ou dans les laboratoires de recherche par des lithopréparateurs, encore appelés litholamelleurs.
Ces préparations microscopiques, appelées lames minces de roche, permettent aux chercheurs et enseignants-chercheurs de connaitre la constitution des roches. Elles sont notamment étudiées au microscope polarisant, mais aussi avec divers instruments d'analyse fine, comme le microscope électronique à balayage, la micro-sonde électronique, l'analyseur en micro-fluorescence X, etc.
Certaines études nécessitent d'observer des inclusions microscopiques au sein des minéraux. Ainsi, on réalise parfois des lames dites épaisses, typiquement de 100 à 150 µm, voire plus. L'usage en microscopie en transmission devient impossible, et d'autres techniques d'imagerie sont alors utilisées.
Si les progrès de la mécanisation des tâches répétitives ont permis d'automatiser une grande partie des opérations de taille et d'affinage des lames minces courantes, un contrôle de qualité rigoureux, notamment sur l'épaisseur et le poli, reste l'apanage de l'artisan. Il pourra alors, si le dommage n'est pas irrémédiable, reprendre la lame et corriger certains défauts, comme un biais d'épaisseur progressif.
De plus, les techniques fines récentes d'observation et de caractérisation nécessitent de plus en plus le recours à des lames dites à double poli. La rugosité ainsi que le défaut de parallélisme des deux faces de la lame mince doivent être inférieures à typiquement et respectivement quelques nanomètres, et 0,1 µm, alors que pour les lames courantes, la rugosité au contact de la lame de verre, qui peut dépasser la dizaine de nanomètres, est compensée en partie par la colle qui lie la lame mince à son support, et une variation d'épaisseur de quelques dixièmes de micromètres passera pour peu critique, selon l'usage.
Une autre spécialité qui requiert l'art de l'homme de métier, consiste en la réalisation de lames dites imprégnées. Tous les matériaux n'ont pas nécessairement la bonne tenue mécanique qui permette leur coupe ainsi que leur affinage jusqu'à 30 µm. C'est le cas des matériaux peu ou pas cohésifs, fortement poreux, et de ceux constitués de minéraux tendres (certains phyllosilicates, les sels minéraux, etc.). Un traitement classique consiste (quand cela est possible) à les imprégner dans un matériau plastique suffisamment fluide pour en pénétrer chaque pore, puis de polymériser ce matériau et ainsi l'indurer à cœur. Toutefois, il est évidemment important pour une utilisation sous lumière polarisée que le polymère induré reste parfaitement non-biréfringent.

## En France
Il demeure[Quand ?] une quarantaine de lithopréparateurs au sein des universités de France qui réalisent les lames minces pour les chercheurs, enseignants-chercheurs et étudiants[réf. souhaitée]. La majorité d'entre eux appartiennent au réseau des lithopréparateurs de France, l'un des réseaux métier du CNRS et sont liés par une Charte. 